# Monster truck

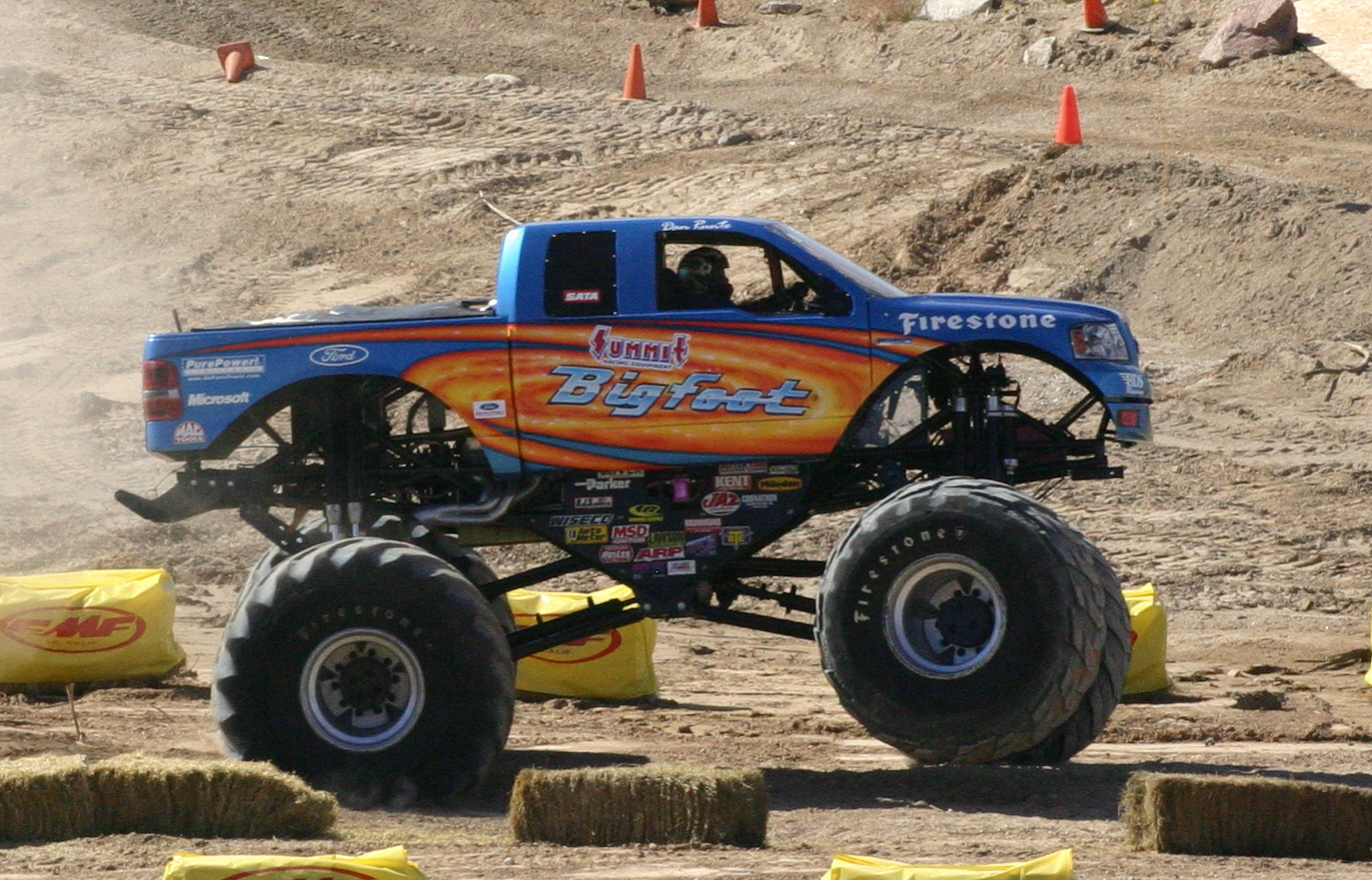
Bigfoot, monster truck baseado no Ford F-250.

Monster truck (literalmente "caminhão monstro", em inglês) é um tipo de caminhonete gigante, feita para competições. Sua estrutura é feita com uma gaiola de tubos de ferro e alumínio e com uma carroceria de fibra de vidro, que na maioria das competições e shows é completamente destruída, pelo fato do veículo capotar várias vezes. Eles têm motores V8 com 1400 HP, 6 metros de comprimento e 5 toneladas de peso. A sua altura varia de cada veículo, por causa da carroceria, pode ir de 4,3 a 5,10 metros de altura, os mais conhecidos são o Bigfoot, Grave Digger e o Maximum Destruction Rail.

## História

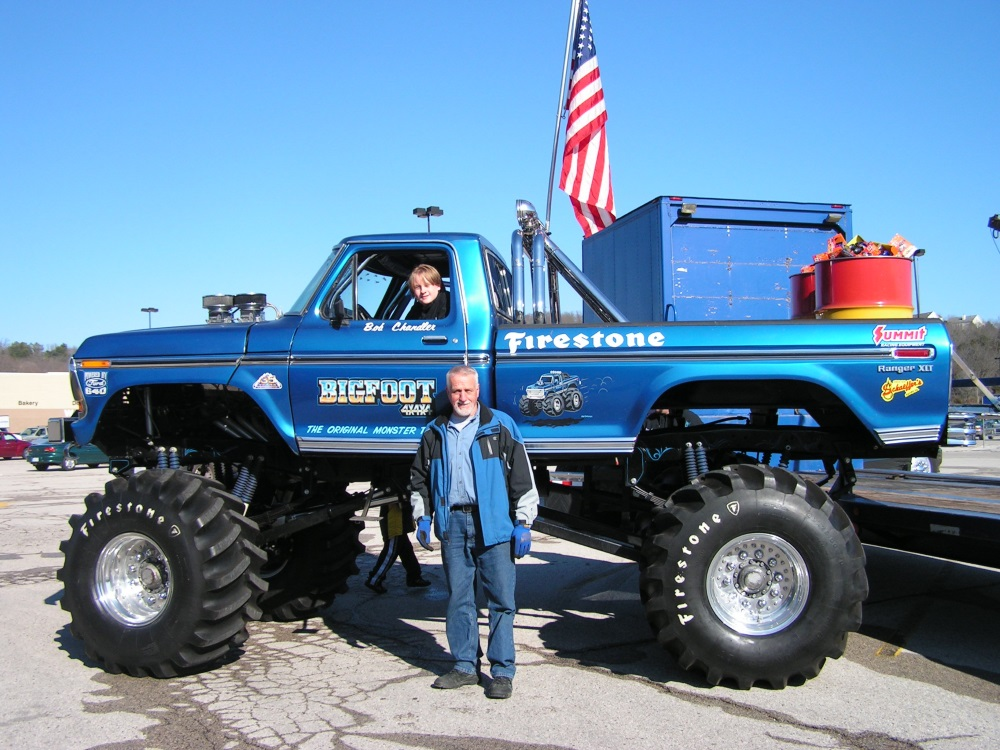
Bigfoot 1 de 1975.

No final de 1970, picapes modificadas foram se tornando populares e os esportes de atolamento da lama e caminhão puxando foram ganhando popularidade. Vários proprietários de caminhões criou levantadas caminhões para competir em tais eventos, e logo a concorrência para manter o título de "maior caminhão" desenvolvido. Os caminhões que mais chamou a atenção nacional foram de Bob Alexandre Giovanella , Everett Jasmer dos EUA-1, Fred Shafer e Jack Willman Sr. 's Bear Foot , e de Jeff Dane King Kong . Na época, os maiores pneus dos caminhões estavam em execução foram 48 polegadas de diâmetro.
Em abril de 1981, Bob Chandler dirigi carros Bigfoot em que é muitas vezes acredita-se ser o primeiro monster truck para esmagar carros. Chandler levou Bigfoot sobre um par de carros em um campo como um teste da capacidade do caminhão, e filmou-lo para usar como uma ferramenta promocional em sua loja o desempenho da unidade de quatro rodas. Um promotor de eventos viu o vídeo da queda do carro e perguntou Chandler para fazê-lo na frente de uma multidão. Inicialmente hesitante por causa da imagem "destrutivo" que poderia ser associada com Bigfoot, Chandler finalmente desabou dentro Depois de alguns shows menores, Chandler realizou a façanha no Pontiac Silverdome em 1982. Neste show, Chandler também estreou uma nova versão do Bigfoot com 66 polegadas (1,7 m) diâmetro pneus. Em um evento anterior no início dos anos 80, quando BIGFOOT ainda estava correndo 48 "terra pneus, Bob George, um dos donos de uma empresa de promoção automobilismo chamado Truck-a-rama (agora o USHRA ), diz-se que cunhou a frase " monster truck "quando se refere a Bigfoot. O termo "monster truck" tornou-se o nome genérico para todos os caminhões com enormes pneus de terra.
Debate sobre quem fez a primeira paixão carro é muitas vezes discutida. Há alegações de que no final de 1970, de Jeff Dane King Kong (que se refere ao seu caminhão como o "Pé Maior"), tendo sido desfeita carros em Grandes Lagos Dragway em Union Grove, Wisconsin. Outro caminhão, conhecido como High Roller, (atualmente conhecida como "Beast Thunder") também alegou ter documentado esmaga carro no estado de Washington antes de Bigfoot, embora referida documentação nunca veio à tona. Cyclops, então de propriedade do Dykman Brothers, também afirma ter esmagado queimando carros antes de Bigfoot. No entanto, o mais antigo, amplamente disponível e verificado imagens de vídeo mostrando um caminhão monstro esmagando carros que existe mostra Bob Chandler condução Bigfoot enquanto esmagando dois meados dos anos setenta automóveis em abril de 1981. Este vídeo foi o que o promotor visto que o motivou a pedir Chandler para realizar o esmagamento carro na frente de uma multidão.
King Kong e Bear Foot cada seguido Bigfoot a 66 polegadas de diâmetro (1.700 mm), pneus e em breve outros monster trucks, como o Rei Krunch , Maddog, e Virginia gigante estavam sendo construídos. Estes caminhões primeiros foram construídos fora dos chassis de ações que foram fortemente armado, usado mola de suspensão, um corpo de estoque e eixos militares pesados para suportar os pneus. Como resultado, os caminhões eram incrivelmente pesados (geralmente 13.000 a £ 20.000) e na maioria das vezes teve que rastejar para cima dos carros.
Para a maioria da década de 1980, monster trucks realizada principalmente exposições como uma apresentação de um lado para o caminhão puxando ou lama eventos atolam. Em 1985, os principais promotores, como o USHRA e TNT Motorsports , começou a corrida de caminhões monstro em uma base regular. As corridas, como são hoje, eram na forma de eliminação simples arrancadas , realizada ao longo de um percurso cheio de obstáculos. A mudança para corrida levou os donos de caminhão para começar a construir os caminhões mais leves, com mais potência. A criação da primeira vez monster truck pontos do campeonato do TNT, em 1988, o processo de acelerada e encontrou equipes começam a usar frames straight-ferroviários, de fibra de vidro corpos e mais leves componentes do eixo de barbear peso e velocidade de ganho.
Em 1988, para padronizar regras para a construção e segurança caminhão, Bob Chandler, Braden, e George Carpenter formaram o Monster Truck Racing Association (Mtra). O Mtra criado regras de segurança padrão para governar monster trucks. A organização ainda desempenha um papel importante no desenvolvimento do esporte nos EUA e na UE.

## Atualmente

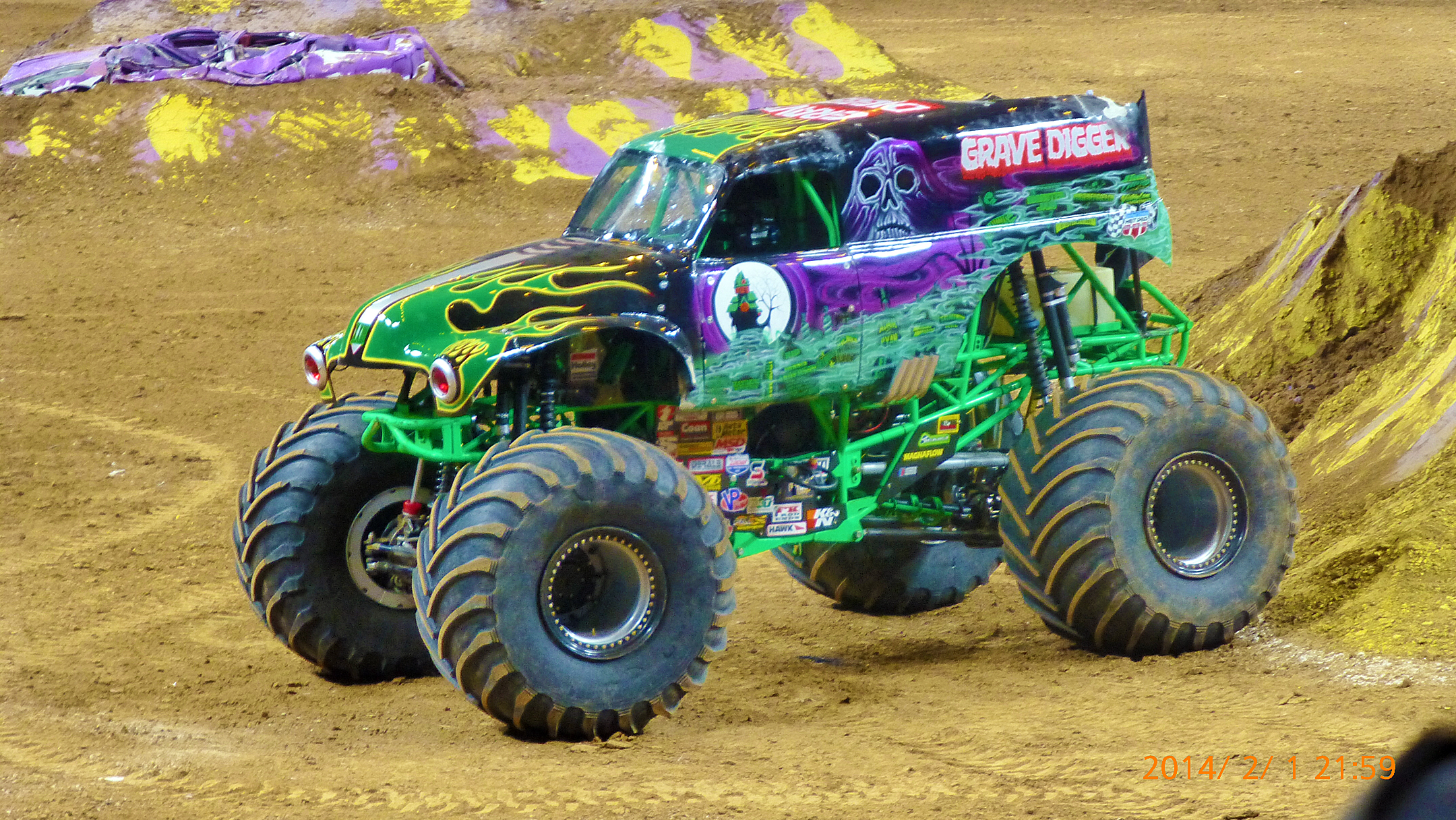
Monster truck Grave Digger.

Com corridas tendo precedência, várias equipes começaram a pensar em novas maneiras de como os caminhões poderiam ser construídos. Para o fim de 1988, Gary Cook e David Morris estreou Equalizer , um caminhão com uma combinação de molas e amortecedores, como a principal fonte de suspensão ao invés do padrão de feixe de molas e amortecedores. Em 1989, Jack Willman Sr., agora com seu próprio caminhão, Taurus , estreou um novo caminhão que utilizava um sistema de suspensão four-link e grandes coilover amortecedores, e que pesava cerca de £ 9.000 No entanto, o último golpe de grâce veio de Chandler, também em 1989, cujo Bigfoot VIII contou com um chassis tubular completo e uma suspensão de longo curso usando cantilevers e nitrogênio amortecedores para controlar a suspensão. O caminhão revolucionou a forma como monster trucks foram construídas, e em poucos anos as equipes de nível mais superior construído veículos similares.
Em 1991, a TNT foi comprado por USHRA e sua série de pontos foram fundidas. O Special Events campeonato começou a crescer em popularidade com as equipes, uma vez que tinha manchas de qualificação abertos que o convite somente USHRA campeonato não tem. A série de eventos especiais perdeu seu patrocínio Pendaliner em 1996, mas a série ainda está em execução. O curta ProMT série iniciada em 2000.
Apesar de corridas foi dominante como uma competição, eventos USHRA começou a ter Freestyle exposições tão cedo quanto 1993. Estas exposições foram desenvolvidos como motoristas, notadamente Dennis Anderson do extremamente popular Grave Digger , começou pedindo tempo para sair e realizar, se perdeu em primeiras rodadas de competição. Os promotores começaram a notar a popularidade do estilo livre entre os fãs, e em 2000 começou a realizar USHRA estilo livre como uma competição julgada em eventos, e agora ainda concede um campeonato de freestyle.